# Deboulonneurs
Deboulonneurs – powstały w 2005 francuski ruch antyreklamowy.
Ruch stawia sobie za cel zmniejszenie powierzchni przeznaczonej na reklamę, zarzuca przemysłowi reklamowemu działania niedemokratyczne ("zwycięża najbogatszy reklamodawca") oraz nieetyczne.